# Список довгоперіодичних комет
Довгоперіодичні комети (або неперіодичні комети) — такі комети, для яких немає достовірних підтверджень більш ніж одного проходження перигелію, а отже, як правило, мають орбітальні періоди понад 200 років. Сюди входять комети, які пройшли через внутрішні райони Сонячної системи тільки один раз. Такі комети мають нестабільні майже параболічні орбіти, через що вони можуть не повертатися до околиць Сонця сотні, тисячі, а то й мільйони років, якщо взагалі повернуться (інколи термін «неперіодична комета» виключно вживається стосовно тих комет, які більше ніколи не повернуться у внутрішні райони Сонячної системи).
Приклади комет, повернення яких до Сонця не очікується: C/1980 E1, C/2000 U5 (LINEAR), C/2001 Q4 (NEAT), C/2009 R1 (Макнота), C/1956 R1 (Аренда — Роланда), C/2007 F1 (LONEOS).
Офіційні імена неперіодичних комет починаються з латинської літери «C»; комети, які були загублені астрономами мають імена, які починаються з «D».
Найвідомішою неперіодичною кометою стародавнього світу вважається комета Цезаря (C/-43 K1).

## Після 1910
| Комета                                                 | Першовідкривач(і), коментар до назви та дата відкриття                                                                          |
| ------------------------------------------------------ | --- |
| C/1956 R1 (1957 III, 1956h)                            | Аренд та Ролан, 8 листопада 1956 року                                                                                           |
| C/1989 X1 (Austin) (1990 V, 1989c1)                    | Остін, 6 грудня 1989 року |
| C/1911 S3 (1911 IV, 1911g)                             | Сергій Бєлявський, 29 вересня 1911 року                                                                                         |
| C/1969 Y1 (1970 II, 1969i)                             | Беннетт, 28 грудня 1969 року |
| C/2007 W1 (Boattini)                                   | Боаттіні, 20 листопада 2007 року                                                                                                |
| C/1980 E1 (Бовелла)                                    | Едвард Бовелл, 11 лютого 1980 року. Найбільш гіперболічна комета з відомих.                                                     |
| C/2004 F4                                              | Бредфілд, 12 квітня 2004 року                                                                                                   |
| C/1911 O1 (1911 V, 1911c)                              | Вільям Роберт Брукс, 21 липня 1911 року                                                                                         |
| C/1999 F1 (Catalina)                                   | Catalina Sky Survey, 23 березня 1999 року                                                                                       |
| C/1941 B2 (1941 IV, 1941c)                             | де Кок, 15 січня 1941 року та Параскевопулос, 23 січня 1941 року. Незалежно відкрита сімома спостерігачами в Південній Америці. |
| C/1948 V1 (C/1948 V1, 1948 XI, 1948l)                  | Уперше помічена під час повного сонячного затемнення 1 листопада 1948 року (магнітуда близько −2).                              |
| C/2010 X1 (Єленіна)                                    | Леонід Єленін, 10 грудня 2010 року                                                                                              |
| C/1995 O1                                              | Гейл and Бопп, 23 липня 1995 одна з п'яти комет, що мають від'ємну магнітуду (−2,7)                                             |
| C/1961 R1 (1962 VIII, 1961e)                           | Хумасон, 1 вересня 1961 року |
| C/1996 B2                                              | Хякутаке, 30 січня 1996 року |
| C/1965 S1 (Ікея — Секі) (1965 VIII, 1965f)             | Ікея, Секі, 18 вересня 1965 року                                                                                                |
| C/1973 E1 (1973 XII, 1973f)                            | Когоутек, 7 березня 1973 року                                                                                                   |
| C/2012 F6                                              | A.R. Gibbs, 23 березня 2012 року                                                                                                |
| C/2000 U5 (LINEAR)                                     | LINEAR, 29 жовтня 2000 року |
| C/2007 F1                                              | LONEOS, 19 березня 2007 року |
| C/2011 W3 (Лавджоя)                                    | Лавджой, 27 листопада 2011 року                                                                                                 |
| C/2007 N3                                              | Є Кванчі та Лін Чі-Шенг, Обсерваторія Люлінь, 11 липня 2007 року                                                                |
| C/2004 Q2                                              | Макхольц, 27 серпня 2004 року                                                                                                   |
| C/2008 Q1 (Matičič)                                    | Обсерваторія Чрний Врх (перша комета, відкрита в Словенії Станіславом Матічичем)                                                |
| C/2006 P1 (McNaught)                                   | Роберт Макнот, 7 серпня 2006 року (максимальна яскравість −5m)                                                                  |
| C/2009 R1 (Макнота)                                    | Роберт Макнот, 9 вересня 2009 року                                                                                              |
| C/1993 Y1 (1994 XI, 1993v)                             | Роберт Макнот, Kenneth S. Russell 17 грудня 1993 року                                                                           |
| C/1957 P1 (1957 V, 1957d)                              | Мркос, 29 липня 1957 року |
| C/2001 Q4 (NEAT)                                       | NEAT, 24 серпня 2001 року |
| C/2011 L4 PANSTARRS                                    | Pan-STARRS, 6 червня 2011 року                                                                                                  |
| C/2006 A1                                              | Пойманські, 2 січня 2006 року                                                                                                   |
| C/1962 C1 (1962 III, 1962c)                            | Секі та Лайнс, 4 лютого 1962 року                                                                                               |
| C/2007 Q3 (Сайдинг Спрінг)                             | Донна Бертон на Обсерваторії Сайдинг-Спрінг, 25 серпня 2007 року                                                                |
| C/1927 X1 (1927 IX, 1927k)                             | Скйєллеруп, 28 листопада 1927 року, and Maristany, 6 грудня 1927 року                                                           |
| C/1989 Y1 (1990 VI, 1989e1)                            | Скоріченко та Джордж, 17 грудня 1989 року                                                                                       |
| C/1947 X1 (1947 XII, 1947n)                            | 7 грудня 1947 року |
| C/2006 M4 (SWAN)                                       | Метсон та Матіаццо, 20 червня 2006 року                                                                                         |
| C/2000 W1 (Уцуномії — Джонса)                          | Сього Утсуномія та Альберт Джонс, 18 листопада 2000 року                                                                        |
| C/1975 V1 (1976 VI, 1975n)                             | Вест, 10 серпня 1975 року |
| C/1970 K1 (1970 VI, 1970f)                             | Вайт, 18 травень 1970, Ortiz, 21 травень 1970, and Bolelli, 22 травень 1970 року                                                |
| C/1961 O1 (1961 V, 1961d, Drakesen, Portlock-Weinberg) | Вілсон та Хаббард, 23 липня 1961 року                                                                                           |
| C/2009 F6                                              | Йі Де ам та SOHO of Robert D. Matson, 26 березня 2009 року (максимальна видима магнітуда +8,5m)                                 |
| C/1997 L1                                              | Жу Чін (3 червня 1997 року) та Девід Белем (8 червня 1997 року)                                                                 |